# Canto del Llano
Canto del Llano es un corregimiento del distrito de Santiago en la provincia de Veraguas, República de Panamá. La localidad tiene 13 331 habitantes (2014).

## Historia (1980 - 2020)
Dra. Luz Landau
“40 años de Servicio a la Comunidad”
	Antes de la integración de los servicios médicos a nivel de la Provincia, se originó la inquietud de crear un Centro de Salud.
	En 1973, inició labores la primera instalación del Centro de Salud con el apoyo de la A.I.D. (AGENCIA INTERNACIONAL PARA EL DESARROLLO), en una casa alquilada ubicada en Canto del Llano; allí prestó sus servicios por un año, proporcionando sólo los servicios de toma de presión arterial y debido al aumento de pacientes hipertensos, se hizo necesario el nombramiento del Doctor Fernando Alba.
En sus inicios, este Centro de Salud sólo contaba con tres funcionarios: un médico, una auxiliar de enfermería y un asistente de farmacia.
	La comunidad, el 2 de junio de 1977, se organiza por iniciativa del Dr. Alba, en el COMITÉ CENTRAL DE SALUD DEL SECTOR Nº 3, con representantes de las comunidades de las barriadas, La Hilda, Las Delicias,  San Martín de Porres, Canto del Llano, El Forestal, La Pita, Cañacillas Arriba, El Anón, La Peana, El Espino, La Mata del Espino y los directores de las escuelas Primarias de estas comunidades, del Centro Regional Universitario,  Escuela Secundaria Nocturna, Instituto Profesional y Técnico, CEPAS y funcionarios de salud. El primer director del comité de salud fue el Profesor VICENTE CABALLERO y su secretaria profesora NIDIA GUIRAUD.'
	Al aumentar el número de pacientes, se precisó  trasladar este Centro de Salud a una casa dúplex en la Barriada San Martín de Porres, cerca de la DIGEDECOM. Allí laboró durante cinco años desde 1974 hasta 1979 con  personal de salud conformado por un médico, una enfermera, una auxiliar de enfermería, dos asistentes de farmacia, un recaudador y un trabajador manual. 
En este periodo  directores médicos fueron: el Dr. Manuel Cruz y el Dr. Bosco Barrera.
	Debido a la necesidad de servicios que demandaba el Sector Norte, el Ministerio de Salud solicitó a la Universidad de Panamá un globo de terreno, el cual fue concedido por el Consejo de Administración de la Universidad en reunión 778 celebrada el 3 de agosto de 1978, aprobándose el derecho “a uso” del globo de terreno que actualmente ocupan las instalaciones del Centro de Salud de Canto del Llano.
Inmediatamente se iniciaron las construcciones con el apoyo de la A.I.D., el  Ministerio de Salud y la Comunidad; sin embargo, no fue hasta diciembre de 1979, cuando se inició labores en la actual estructura; y fue oficialmente inaugurado el 15 DE SEPTIEMBRE  1980, por las autoridades competentes. Para esas fechas contaba con dos médicos generales, una odontóloga, una enfermera, una auxiliar de enfermería, un recaudador, una auxiliar de estadística, un farmacéutico, un asistente de farmacia, un administrador, un trabajador manual y un asistente de odontología.
	Durante la década de los 80, el Centro de Salud de Canto del Llano  fue tomando relevancia dentro de la comunidad, por la confianza a los profesionales que allí laboraban y por la calidad de los servicios brindados, con énfasis en el Primer Nivel de Atención. En eso años  se incrementó  las exigencias de la población por los servicios ofrecidos y también por la identificación de la comunidad con el centro de salud.
	La población atendida en este periodo en su mayoría era asegurada por la existencia del Sistema Integrado de Salud.
	Al inicio de la década de los 90, se realiza el primer anexo a la estructura del Centro de Salud, sustentado por el Dr. Manuel Gordón Director Médico, con el aumento de 5 consultorios, para los servicios de Enfermería, Trabajo Social, Pediatría, Saneamiento Ambiental y Central de Equipo.
	El 7 de enero de 1993 se promulga la LEY Nº 1,Propuesta por el H.L. VICENTE CABALLERO D. autor “Por la cual se crea el Corregimiento Canto del Llano en el Distrito de Santiago, Provincia de Veraguas, segregado del corregimiento de Santiago (cabecera)”, con una extensión de 158.287 km² y más de 15, 000 habitantes. 
	 Este nuevo corregimiento lo conforman más de 30 barriadas urbanas y 25 rurales y las que se conformen en el futuro. 
	En 1993 se inicia el segundo anexo que consiste en la ampliación  del Departamento de Odontología, que pasa a ser un sistema modular, con 4 sillones dentales y la  oficina para la recepción de pacientes.
	Ese mismo año  la Dirección médica de la  Dra. Maria E. Lanzas  junto a la comunidad, en especial el Sr. Raúl De León S. logra equipar lo que sería el  primer laboratorio Clínico del Centro de Salud.
En 1998 se inaugura por el Sr. Presidente Dr. ERNESTO PÉREZ BALLADARES, el tercer anexo al Centro de Salud de Canto del Llano, que consiste en la creación del espacio físico para el equipo de Rayos X, ampliación del laboratorio clínico, y cuatro consultorios para ginecología, Salud Mental, y otras especialidades. 
En esta fecha también se da inicio a la construcción del CENTRO DE PROMOCIÓN DE LA SALUD de Canto del Llano, bajo contrato N 060-98 por un valor de B/ 198.569.51 Licitación pública Internacional  UCP-803/OC-PNN-CPS2-97 Financiada por el Gobierno Nacional de Panamá y B.I.D. (Banco Interamericano de Desarrollo) siguiendo las Políticas de Salud del Programa de Rehabilitación de los Servicios de Salud. 
	En enero del año 2000,  la empresa constructora hace entrega formal de las estructuras físicas del Centro de PROMOCIÓN DE LA SALUD de Canto del Llano,' que viene a satisfacer la necesidad de espacio para las capacitaciones, en  el componente de Promoción de la Salud. Se inicia por gestión de la Lic. Maria Victoria Henríquez  Directora Nacional de Promoción a través del Banco Interamericano del Desarrollo (BID.)  y la Dra. Luz Landau Directora del Centro de Salud, por  el Fondo de Administración, el equipamiento del mismo por un monto aproximado de más B/ 50.000.00.
	El 18 de Diciembre del 2000, se inaugura de manera  oficial  El Centro de Promoción de La Salud de Canto del Llano,  por  la Presidenta de la República Sra. Mireya Moscoso y   el Sr. Ministro de Salud  Dr.  José Terán	.
El 22 de noviembre de año 2002, se promulga la LEY Nº 53, que crea los Corregimientos Edwin Fábrega, Carlos Santana Ávila, San Martín de Porres y Urracá en el Distrito de Santiago, Provincia de Veraguas.
	En la actualidad el Centro de Salud  y de Promoción de Canto del Llano se proyecta a la comunidad como una Institución que brinda lo servicios  de Salud a la población, en todos sus componentes de Promoción, Prevención, Atención y Rehabilitación,  con énfasis a los pacientes que no cuentan con la seguridad social.
	La proyección del Centro de Salud es  ampliar sus instalaciones para mejorar las condiciones laborales del cliente interno y de privacidad para los clientes externos;  de esta manera  brindar una Atención de Calidad tomando en cuenta la opinión de sus usuarios(as). 

### Centro de captación a manipuladores de alimentos y de interés sanitario
En cumplimiento con el Decreto Ejecutivo Nº 94 del 8 de abril de 1996 y contenida en la Resolución 89 del 5 de octubre de 1998 del Ministerio de Salud, el 21 de febrero del 2001, La Dirección del Centro de Salud de Canto del Llano le solicita al Director Regional de Salud de Veraguas la propuesta para la formación del Centro de Capacitación a Manipuladores de Alimentos y de Interés Sanitario en el Centro de Promoción de la Salud de Canto del Llano.
Después de evaluar el memorial de solicitud para la apertura del centro de capacitación a Manipuladores de Alimentos, La Dirección General de Salud emite    la Resolución  Nº 191, del 24 de septiembre de 2001 en la que Resuelve: “Aprobar que en la Región de Salud de Veraguas se conforme y opere el Centro de Capacitación a Manipuladores de Alimentos y operarios de establecimientos de interés Sanitario”.
Al Contar con dicha autorización  La Dirección y Administración del Centro de Salud junto con La Unidad Docente Local de Canto del Llano y los departamentos Regionales de Saneamiento Ambiental y la sección de  Producción y Protección de Alimentos, inician a partir de enero del 2002 la Capacitación a Manipuladores de Alimentos en el Centro de Promoción de la Salud de Canto del Llano.
Para mejorar el servicio a los usuarios, la coordinación de los diferentes departamentos que integran el grupo de expositores y  también la administración de los recursos de operación de dicho centro, se crea la figura de la Coordinación del Centro de Capacitación, responsable de coordinar con la dirección y administración el funcionamiento del mismo.
El Centro de Capacitación a Manipuladores de Alimentos, cuenta con su programación anual y calendarios con fechas apropiadas para ajustarse a las necesidades de sus usuarios. También se mantiene actualizadas  las presentaciones con nueva metodología andragógica y tecnología.
año	Nº de capacitados	año	Nº  de Capacitados
2002	2134	2008	2433
2003	1879	2009	2279
2004	1469	2010	3102
2005	1699	2011	3201
2006	1983	2012	3139
2007	2405	2013	3162
INFOPLAZA # 36
17 de mayo 2002
“Un reto a la Salud Bio-psico-social a través de la Tecnología”
Dentro de las Normas Integrales de Atención a la  Población y al Ambiente, en el componente de Promoción de la Salud y Basados en las Políticas de Salud 2000 – 20004  el Ministro de Salud Fernando Gracia   y el Secretario General  del SENACYT Ingeniero Gonzalo Córdoba, firman  el Convenio Marco de Cooperación Nº 021-2, del 24 de marzo del 2002 en la que se establece el establecimiento de Infoplazas en las diferentes unidades ejecutoras del MINSA.
A partir del  Convenio Marco de Cooperación, en el Centro de Promoción de la Salud de Canto del Llano, se realizan mejoras para ubicar lo que es la INFOPLAZA # 36.
Este proyecto empieza a dar sus frutos cuando el 17 de mayo de 2002 se inaugura formalmente la Infoplaza #36, ubicado en la planta baja del Centro de Promoción de la Salud de Canto del Llano.
La Responsabilidad del proyecto queda bajo la administradora asignada por la Dirección, quien es personal idóneo capacitado por la unidad ejecutora del Senacyt, para administrar con eficiencia y eficacia y  de esta manera proteger los intereses del Asociado  MINSA y de Senacyt.
Cumpliendo con el convenio y objetivos del MINSA, se brinda el servicio a la comunidad logrando un impacto positivo al incrementar el número de usuarios y de brindar clases presencial a estudiantes de escuelas primarias y colegios secundarios.
Ls Administradoros de la Infoplaza #36, son las responsables de proveer la información a sus usuarios sobre las diferentes campañas del Ministerio de Salud y en especial del Centro de Promoción de la Salud,''' como es el caso en las campañas de prevención de enfermedades como el SIDA, Diabetes, Violencia Intrafamiliar, entre otras.
De igual manera participan activamente en las ferias de los planteles educativos y de las comunidades promoviendo el servicio y a su vez apoyando al programa de Salud sexual y reproductiva en los jóvenes al obsequiar horas a los participantes del pozo mágico y preguntas y respuesta sobre salud en general.
De mayo del 2002 a diciembre se brindó el servicio a 5647 usuarios.  De enero a diciembre del 2003 se atendieron 11, 113 usuarios ocupando el tercer lugar a Nivel Nacional.
```
USUARIOS DESDE MAYO 2002 
```

42260.00 Usuarios
Estadística por Tipo de Usuario
Descripción	Conteo de usos
Estudiante Escuela Secundaria	21172
Estudiante Escuela Primaria	20574
Estudiante Educación Universitaria	4446
Público en general	636
Docente Escuela Secundaria	347
Docente Escuela Primaria	61
Docente Educación Universitaria	21
PERSONAS CAPACITADAS DEL 2002-2009
8-15	16-25	26-35	36-45	46 Y MAS	TOTAL
26	55	47	45	15	188
año	Cantidad de usuarios
2010	6758
2011	7437
2012	8564
2013	9251

### Quinquenio 2000 - 2004
Bajo la Dirección de la Dra. Luz Landau, el centro de salud de Canto del Llano, realizó diversos cambios que permitieron fortalecer  y aumentar los servicios prestados a la comunidad.
Con la apertura del CENTRO DE PROMOCIÓN DE LA SALUD, se logra disponer de un mayor espacio físico en el área  de odontología, permitiendo la creación de dos consultorios más. El Departamento de Odontopediatria y el consultorio de Salud  Escolar y Adolescente con énfasis en la educación sexual y reproductiva.
Con la ayuda del club Rotario Internacional, que donó  dos unidades dentales, se pudo equipar  odontopediatria y la otra para  fortalecer el programa escolar en la escuela Rómulo Arrocha en la barriada El  Forestal.
Otros de los logros relevantes obtenidos en este periodo, el optimizar los servicios y recursos al paciente que no cuenta con la seguridad social fortaleciendo los programas de impacto social con énfasis en las poblaciones marginadas y postergadas de la población de responsabilidad sanitaria.
Se crea la Dirección  de Áreas Sanitarias, siendo la Dirección de Canto del Llano, la responsable del Área Central que incluye los centros de Salud del Distrito de Santiago, ubicados en los corregimientos de Ponuga, La Peña, San Pedro del Espino y  La Colorada.
Se logra un aumento de los ingresos mejorando las finanzas que permiten la obtención de equipos para los departamentos de laboratorio, odontología, consultorios de medicina general, equipamiento de las oficinas y la adquisición en el año  2003 de dos vehículos rodantes, un micro bus y un pick Up doble cabina, que fortaleció las acciones de Promoción y Prevención dentro de las comunidades.
En este periodo al ampliar los servicios y aumentar las coberturas se siente el impacto de la falta de espacios físicos en los diferentes servicios por lo que se presenta por primera vez  “El Proyecto de Ampliación y Remodelación del Centro de Salud de Canto del Llano”
A través de la Dirección Nacional de Organización Institucional el proyecto de Salud con Calidad y Provisión de Servicios del MINSA, se implementan unos cambios organizacionales que permiten desarrollar la Cartera de Servicios, el Manual de Funciones, la Visión y Misión del Centro de Salud de Canto del Llano.

### Quinquenio 2004 - 2009
Bajo la dirección del Doctora Rosa Aguilar, el centro de Salud de Canto del Llano, enfatizó la Atención Primaria a través del CONVENIO DE COOPERACIÓN ENTRE EL MINISTERIO DE SALUD Y LA JUNTA COMUNAL DEL CORREGIMIENTO DE URRACÁ, el documento firmado por el Ministro de Salud por una parte y por la otra el Representante Legal Oriel Agudo en condición de REPRESENTANTE de la Junta Comunal del Corregimiento de Urracá.
Los objetivos del “PROGRAMA DEL CORREGIMIENTO SANO” es el de contribuir a mejorar la calidad de vida de la población y del ambiente del corregimiento involucrando todas las fuerzas sociales , desarrollando capacidades y habilidades en los corregimientos para la identificación, priorización de problemas, participación en la toma de decisiones, formulación y autogestión de propuestas integrales para su solución.
A partir del año 2007, el  gobierno del Presidente Martín Torrijos, realizó el Convenio de ayuda con el gobierno de Cuba para implementar el “PROGRAMA OPERACIÓN MILAGRO”. A partir de esa fecha en la Región de Salud de Veraguas  en el Hospital Luís “Chicho” Fábrega, se crea el CENTRO OFTALMOLÓGICO OMAR TORRIJOS, Y  el Centro de Salud de Canto del Llano, con su equipo básico de salud y la administración es el punto focal de  las captaciones a nivel  provincial.
```
El Centro de Salud logró captar más de 60,000 pacientes de los cuales fueron operados entre cataratas y pterigio más de 39,000.
```

En el año 2006 se inaugura  el Centro de Salud de Santiago, con la responsabilidad sanitaria de las poblaciones de los corregimientos de Santiago cabecera, corregimiento Edwin Fábrega, y parte del corregimiento de los Algarrobos.
A pesar de la segregación de la población de responsabilidad, las consultas en los diferentes servicios del centro de Salud de Canto del Llano, ha ido en aumento por ser los corregimientos de San Martín  y de Canto del Llano centros de desarrollo urbanos y por la propia migración interna de la población.

### Quinquenio 2009 - 2014
el centro de salud de Canto del Llano, se logró el reinicio en el 2010 de los servicios de Rayos X,  activación de la UDL, equipamiento de las oficinas, un nuevo consultorio para medicina general. 
Equipo de TELERRADIOGRAFÍA, COMPRA NACIONAL POR B/114,000.00. AMPLIACIÓN Y REMODELACIÓN DE LOS SERVICIOS DE ENFERMERÍA, EN INYECTABLE Y CUARTO DE OBSERVACIÓN, con el apoyo de la Dirección Nacional de Infraestructura bajo el contrato N° 160 (2011) por un monto de B/ 125,519.28, adjudicado a la empresa JACO, S.A.
Por el Proyecto “Una vida sin Violencia”  la Organización Panamericana de la Salud OPS, se REMODELARON LOS CONSULTORIOS N° 3 Y N° 4, creando el consultorio de Salud Mental, y equipamiento por el monto de B/ 8,600.00.
Unidad Dental nueva para odontopediatria, equipamiento de la Clínica de Cesación del Tabaco, por un monto de B/ 12,000.00. Internet a los departamentos de Laboratorio y Farmacia. Equipos nuevos de electrocardiograma y de Ginecología B/ 25,000.00, Línea Blanca para la Cocina del Centro de promoción de la Salud.
EQUIPAMIENTO de los departamentos de REGES, Farmacia, enfermería,  Laboratorio. AMPLIACIÓN DE LA ADMINISTRACIÓN, LABORATORIO CLÍNICO, OFICINA DE FARMACIA, SEPARACIÓN DE CENTRAL DE EQUIPO EN ODONTOLOGÍA Y BAÑOS PARA PERSONAL DE SERVICIOS GENERALES, a un costo de 25,000.00 por autogestión.
Se Logra con la Junta Comunal de Canto del Llano junto con el Representante de Corregimiento Licdo. Gaspar Núñez, la adecuación de la servidumbre del Centro Regional Universitario de Veraguas, logrando ampliar los estacionamientos tanto de los usuarios como de los funcionarios del Centro de Salud.
Se deja plasmado y debidamente sustentado  el ANTE PROYECTO DE REMODELACIÓN Y CONSTRUCCIÓN DEL NUEVO CENTRO DE SALUD DE Canto del Llano.

### Quinquenio 2014 - 2020
En este periodo, el Centro de Salud de Canto del Llano, contó con la dirección del Dr. Aquiles Machuca en el año 2014 -2015, quien continuó con la programación de la entrada al centro de Salud, por parte del Ministerio de Obras Pública, quienes realizaron el trabajo de nivelación y Asfalto, eliminando los estacionamientos del área frontal del centro y construcción de la vereda adyacente a la Avenida Rubén Cantú.
En los años 2016 al 2020, la Dirección estuvo a cargo de la Dra. Belén Hernández, quien atinadamente continuó con la sustentación del Ante Proyecto de Remodelación del Centro de Salud de Canto del Llano.
En este periodo, específicamente agosto del 2016 se inician  las adecuaciones e instalaciones especiales para la instalación del SISTEMA ELECTRÓNICO DE INFORMACIÓN DE SALUD (SEIS), en cumplimiento de la Resolución N° 0699  del Ministerio de Salud del 8 de junio del 2016. 
Durante la gestión de la Dra. Hernández, se incrementó el uso de la Infoplaza # 36, 
Se logró expandir los servicios del Centro de Capacitación a los distritos de Soná Las Palmas, Montijo.
Se adquiere un auto doble cabina placa 0629  por el monto de  B/ 24,000,00 y  un autobús de 18 pasajeros placa 1167 por un monto de B/32,000,00  para reforzar los programas del Centro de Capacitación, Saneamiento Ambiental y las tareas administrativas inherente al Centro de Salud de Canto del Llano.
Por gestión del Dr. Alberto Guevara, se equipa el departamento de Ginecología con un Ultrasonido Ginecológico de última generación y la camilla ginecológica.
También en ese periodo se adquirieron equipos de oficinas, CPU, Sillón Dental Belmont Voyager II por un monto de B/ 15, 000,00 y el equipo para limpieza de instrumentos dentales Ultrasónico por un monto de B/ 5, 000,00, lámparas de foto polimerización por un monto de B/ 3,800,00.
Se planifica la ejecución del Proyecto de Remodelación del Centro de Salud de Canto del Llano. Suspendido por pandemia Covid-19.
GACETA OFICIAL
Martes 3 de diciembre de 2002
LEY Nº 53
(De 22 de noviembre de 2002)
Que crea los corregimientos Edwin Fábrega, Carlos Santana Ávila, San Martín de Porres y Urracá en el Distrito de Santiago, provincia de Veraguas; modifica el artículo 68 de la Ley 58 de 1998 y dicta otras disposiciones
Edwin Fábrega	Carlos Santana Ávila	San Martín de Porres	Urracá
(Rurales)	Canto del Llano
La Cantera	Los Cerros	La Hilda Nº 2	La Peana	Canto del Llano*
La Lega	La Mata*	Las Delicias	Llano de La Cruz*	Las América Nº 1
Martín Grande*	Pueblo Nuevo	San Martín de Porres o MIVI*	Tierra Hueca	Las América Nº 2
Quebrada Honda	Cangrejal	San Martín de Porres o 21 de Diciembre	Miranda	Los Ángeles Nº 1
Piedra del Sol	Los Boquerones	San Martín Casco Viejo	Torre 	Los Ángeles Nº 2
Alto del Nance	El Espino de Santa Rosa	Santa Eduviges	Hato Viejo	La Mata Arriba
La Laguna	Conaca	La Luz	Quebrada La Pileta	Villa Universitaria
La Valdés	La Cirianca	Alto Cuvíbora	Uñate	Urb. Mediterráneo
	La Concepción	Forestal	Cañazas Arriba	Alto Lajas
	Juares	Juan XXIII Nº 2	Alto de Los Duendes	Bda. Altos de la Luna
		Foresta A	Los Barriales	Buena Vista
		Foresta B	Quebrada El Gato	Bda. La Esmeralda
		Villa  Fariza	Finca Alexis Batista	Bda. Santa Librada
		Barriada Menizal	El Capacho	Bda. Villa Nelly
		Las Palmeras		Calle Octava(parte)
		Doña Blanca Nº 1		Calle Novena (parte)
		Doña Blanca Nº 2		Calle Décima (parte)
		Altos de las Colinas	Comunidades Rurales		Coloncito
		Punta Delgadita			Ponuguita	Comunidades Rurales de Canto del Llano
		Vista Hermosa			Bda. San Roque	
		Villa Fariza			Cañacillas Arriba	
		Guayaquil			Cerro Colorado	
		Los Rujanos			El Anón	
		Quebrada El Gato (parte)			El Espino	
				El Nance	
				La Bruja	
				La Mata Arriba	
				La Pita	
				La Soledad	
				Los Chivos	
				Mirador	
				Miradorcito	
				Monagrillo	
				Residencial Italita	
				Jesús de Praga	
				Villa San Francisco	
POBLACIÓN ATENDIDA
POR AÑO
EN EL C. DE S. DE CANTO DEL LLANO
SIRVIENDO A LA COMUNIDAD
AÑO	TOTAL	PAC. ASEG.	PAC. NO AS.
1980	15,647	11,748	3,899
1981	23,843	11,921	11,922
1982	12,439	6.592	5,847
1983	40,543	23,514	17,029
1984	16,684	13,203	3,481
1985	20,814	15,800	5,014
1986	20,321	15,871	4,450
1987	27,048	14,976	12,072
1988	20,809	16,049	4,790
1989	32,062	23,232	8,830
```
SUB. TOTAL	230,210	152,906	77,304
```

1990	29,249	15,794	13,455
1991	30,742	23,219	7,523
1992	31,436	23,220	8,216
1993	34,561	25,427	9,134
1994	53,536	36,375	17,161
1995	8,835	5,654	3,181
1996	57,231	35,891	21,340
1997	30,271	8,839	21,432
1998	60,929	34,120	26,809
1999	43,690	24,986	18,704
SUB. TOTAL	380,480	233,525	146,955
2000	43,986	22,011	21,975
2001	52,996	8,043	44,953
2002	54,886	7,253	47,633
2003	52683	6,380	46,303
TOTAL	585,031 	270,832	307,819
POBLACIÓN ATENDIDA
EN EL C. DE S. DE CANTO DEL LLANO
AÑO	TOTAL	Paciente 
Asegurado	Paciente no asegurado
2004	39,516		
2005	41,594		
2006	42,861		
2007	66,168		
2008	57,699		
2009	66,402		
2010	74,028		
2011	69,929		
2012	61384*		
2013	70032		
2014			
2015			
2016			
2017
DIRECTORES MÉDICOS CENTRO DE SALUD 
CANTO DEL LLANO			
AÑO	PERIODO	DIRECTOR
1980		Dra. Diana Ayala
1981		Dr. Néstor Díaz
1982		Kaliopes de Vaela
1983		Rafael Paródi
1984-1988		Ledia Núñez de Melamed
1989		Alberto León
1990		Manuel Gordón
1993		María Lanzas
1995		María Teresa de Torres
1996		Brayan Pérez 
1997		Belinda Cambra 
1997		José Mena Batista
1998- 1999		Manuel Caballero
1999- 2004		Luz Landau
2005 -2009		Rosa Aguilar
2010-2014		Luz Landau
2014-2015		Dr. Aquiles Machuca
2016-2020		Dra. Belén Hernández